# LOC Resource Record
Mit einem LOC Resource Record wird einem Namen eine präzise Positionsangabe zugeordnet. Über Längen-, Breiten- und Höhenangaben wird exakt ein geometrischer Ort bestimmt. Um auch räumlich ausgedehnte Ortsdefinitionen zu ermöglichen, kann durch Angabe eines Radius um diesen Punkt eine virtuelle Kugel definiert werden.
Als Koordinatensystem wird wie beim GPS das WGS84 verwendet.
LOC-RRs können zum Beispiel verwendet werden, um den Weg eines IP-Paketes geographisch zu verfolgen. Die Spezifikation ist im RFC 1876 dokumentiert.

## Aufbau
NameName des Gegenstands, auf den sich die Ortsangabe bezieht
TTLgibt an, wie lange dieser Eintrag im Cache gehalten werden darf
INInternet
LOC
d1 m1 s1 N/SBreitengrad in Grad, Minuten, Sekunden, Nord oder Süd
d2 m2 s2 E/WLängengrad in Grad, Minuten, Sekunden, Ost (=E) oder West
HöheHöhe in Zentimetern; negative Werte sind erlaubt
Radius
hphorizontale Fehlerabweichung
vpvertikale Fehlerabweichung

## Besonderheiten
- m1, s1, m2 und s2 dürfen weggelassen werden. In diesem Fall werden sie mit 0 angenommen.
- Hinter Höhe, Radius, hp und mp darf der Buchstabe m (Meter) eingefügt werden
- Radius, hp und mp sind optional

### Beispiel
server1.example.com 3600 IN LOC  34 15 28 S 72 8 0 W -5m